# Juliet Soskice
Juliet Catherine Emma Soskice (née Hueffer ; 1881–1944) est une traductrice et écrivaine britannique.

## Biographie
Elle est la fille de Francis Hueffer et de Catherine Madox Brown, et la sœur cadette des romanciers Ford Madox Ford et Oliver Madox Hueffer. Après la mort de son père en 1889, il y a des changements dans le ménage, Charles Rowley et Theodore Watts-Dunton (en) étant nommés fiduciaires.
Juliet vit à Londres avec Lucy Madox Brown, la demi-sœur aînée de sa mère et son mari William Michael Rossetti. Sa mère part vivre avec Ford Madox Brown, son père, avec ses fils Ford et Oliver. Les maisons sont distantes de deux portes.
Juliet est donc élevée avec les enfants Rossetti, dont Olivia, Gabriel Arthur et Helen. Au début des années 1890, elle et Ford connaissent Edward Garnett et sa sœur Olive, les enfants de Richard Garnett. Les familles Hueffer, Garnett et Rossetti sont proches et parfois voisines dans les années 1890.
Dans sa jeunesse, Juliet est connue comme musicienne. Elle se tourne ensuite vers la littérature. Les relations entre les familles évoluent : Juliet reste proche des Rossetti, mais pas ses frères, et les enfants Rossetti protègent leurs activités politiques, anarchistes et socialistes, des regards indiscrets. Les frères s'éloignent également des Garnett et de leur maison du Surrey à Limpsfield, qu'ils trouvent trop étroitement alignée sur la Fabian Society. Le futur mari de Juliet, David Soskice, entre dans ce cercle par l'intermédiaire des Garnett en lui trouvant une maison près de Limpsfield Chart en 1898.

## Travaux
En 1917, Soskice traduit le long poème Qui peut être heureux et libre en Russie ? de Nikolaï Nekrasov. Elle traduit aussi :
- The Torch Bearers of Bohemia (1916), traducteur du roman de 1907 Svetochi Chekhii de Vera Ivanovna Kryzhanovskaia.
- Chapters from Childhood: Reminiscences of an Artist's Granddaughter (1921), mémoires[8]
- Poèmes de Nicholas Nekrasov (Londres, 1929), traductrice.
- Short stories as« J. Saturin », publiées dans la Revue anglaise[9]
- Cinq romans.

Elle assiste Constance Garnett dans les traductions du russe. Le dernier roman de Rebecca West, The Birds Fall Down (1966), est basé sur la vie d'Yevno Azev, et West reconnait l'influence sur celui-ci de Ford Madox Ford ainsi que de Juliet Soskice, qu'elle qualifie de "traductrice pionnière" du russe et source originale à partir de laquelle elle a entendu l'histoire d'Azef.

## Famille
En 1902, Juliet épouse le journaliste révolutionnaire David Soskice (1866-1941), comme sa seconde épouse. Le couple apparaît comme Cyril Brandetski et Ophelia Bransdon dans le roman de 1911 de son frère The Simple Life Limited. Ils ont trois fils, l'un étant Frank Soskice. David a eu un fils, Victor de sa première épouse Anna Sophia Johansen, un mariage qui s'est terminé par un divorce en août 1902.